# كأس الإمبراطور 2016
كأس الإمبراطور 2016 (باليابانية: 第96回天皇杯全日本サッカー選手権大会) هو الموسم 96 من كأس الإمبراطور. أشرف على تنظيمه اتحاد اليابان لكرة القدم، وكان عدد الأندية المشاركة فيه 88، وفاز فيه كاشيما أنتلرز.